# Димитрий Кантакузин
Димитрий Кантакузин (болг. Димитър Кантакузин) — средневековый болгарский (согласно греческим и сербским источникам греческого происхождения) книжник второй половины XV века считается поздним представителем Тырновской книжной школы, так как болгарская литература XV века является её прямой наследницей. Он занимал высокое положение в Османской империи. Он покровительствовал развитию литературной деятельности и жил в Рильском монастыре между 1469 и 1479 годами. Он поддерживал контакты с выдающимся писателем Владиславом Граматиком, которому поручил написание «Загребского сборника» 1469 года. Писал на среднеболгарском и греческом языках. Его стиль определяется как эмоционально-лирический.

## Биография
Димитрий Кантакузин изначально связан с династией Кантакузинов и является родственником Ирины Кантакузиной, второй жены Георгия Бранковича, потомка болгарского царского рода Асени. Вместе с браком Ирины с Георгием Бранковичем некоторые Кантакузины перебрались в Моравскую деспотию. Так, отец Димитрия Кантакузина был назначен кесарем Ново-Брдо, где Димитрий родился в 1435 г. Его младшими братьями были Ян (Иоанн), Алексей и Георгий.
Даже после взятия крепости Смедерево, после трёхмесячной осады, 18 августа 1439 г., Ново-Брдо отказался сдаться. Крепость Ново Брдо также капитулировала в 1441 году, но население организовало и подняло восстание, которое было подавлено османами с лютой жестокостью. Однако сопротивление продолжалось до 1455 года, когда в город вошёл сам султан Мехмед II и приказал казнить всех городских руководителей, кроме того, всех остальных мужчин обезглавили, а мальчиков взяли в янычары. Девушки и женщины, отданные османским солдатам. Эта жестокость оставила неизгладимый след в творчестве Димитрия Кантакузина, который был в то время молодым человеком.
В сентябре 1477 года Мехмед II приказал убить других мужчин Кантакузины, в том числе его братьев Яна (Иоанна), Алексия и Георгия, их четырёх сыновей и двенадцать внуков. Димитрий некоторое время жил с Марой Бранкович, вдовой султана Мурада II, а после её смерти в 1487 году покинул западние земли и поселился у Чёрного моря с некоторыми из своих оставшихся в живых родственников. Считается, что он умер на берегу Чёрного моря, но дата его смерти неизвестна. Информации о связи с другим членом семьи Кантакузиных — Михаилом Шейтаноглу нет, но такое возможно. В современной русской художественной литературе есть намёк на связь этих двоих с литературными героями Дмитрием Карамазовым и Павлом Смердяковым.

## Переписи и сборники
- «Житие с малою похвалою Иоанна Рильского»
- «Служба прп. Иоанну Рильскому»
- «Похвальное слово Димитрия Солунского»
- «Похвальное слово Николаю Мириклийскому»
- «Молитва к Богородице» — поэтическое произведение в 308 стихах
- «Послание к доместику Исайе» или «Послание доместику монастыря в Жеглигове Исаии»
- «Географическое описание»